# Ciné First
Ciné First est une ancienne chaîne de télévision française d'AB Groupe diffusée par satellite entre 2007 et 2010 et proposant un contenu exclusivement cinématographique plus orienté pour un public adulte (comédies, thrillers, films d'animation).

## Historique
Le 31 décembre 2007, pour renforcer l'offre cinéma du bouquet satellite Bis Télévisions, AB Groupe décide de créer Ciné Pop destiné à la famille et Ciné First. Celle-ci reprend le même habillage et le même positionnement thématique que la défunte Ciné Box.
Néanmoins, la chaîne s'est arrêtée sur différents opérateurs le 31 août à l’exception de quelques-uns qui diffusent la chaîne jusqu'au 30 septembre, la chaîne ayant été supprimée car AB Groupe a besoin de place sur ses transpondeurs pour diffuser ses nouvelles chaînes sportives, Golf Channel et Lucky Jack TV sur son bouquet.

## Slogan
- Du 31 décembre 2007 au 30 septembre 2010 : « La chaîne de tout le cinéma »

## Diffusion
Cette chaîne est alors diffusée sur les bouquets de télévision par satellite Bis Télévisions et TéléSAT. Elle est également disponible via les opérateurs français Free, Neuf Cegetel et les opérateurs belges francophones.